# Ifigenia
Ifigenia er datter af kong Agamemnon af Mykene og Klytaimnestra. Hun er søster til Orestes og Elektra.
Ifigenia i Tauris (eller Ifigenia i Aulis) er et stykke af Euripides, der handler om, hvordan Ifigenia næsten blev ofret, blev "offerkvinde" for barbarene og blev reddet af sin bror, som hun drømmer, at hun har dræbt.

## Eksterne links
- Wikimedia Commons har flere filer relateret til Ifigenia